# Xiphocentron alecto
Xiphocentron alecto är en nattsländeart som beskrevs av Schmid 1982. Xiphocentron alecto ingår i släktet Xiphocentron och familjen Xiphocentronidae. Inga underarter finns listade i Catalogue of Life.